# Адронотерапія
Адронотерапія — вид лікувальної терапії, в якому для доставлення дози променевої терапії використовуються заряджені частинки замість рентгенівських променів.
В 1946 році Роберт Вілсон запропонував використовувати пік-ефект Бреґґа для лікування раку з використанням адронів (протонів, альфа-частинок та іонів), пік втрат енергії яких відбувається безпосередньо перед зупинкою частинки. Даний ефект вперше застосований в Берклі в лабораторії Лоуренса.

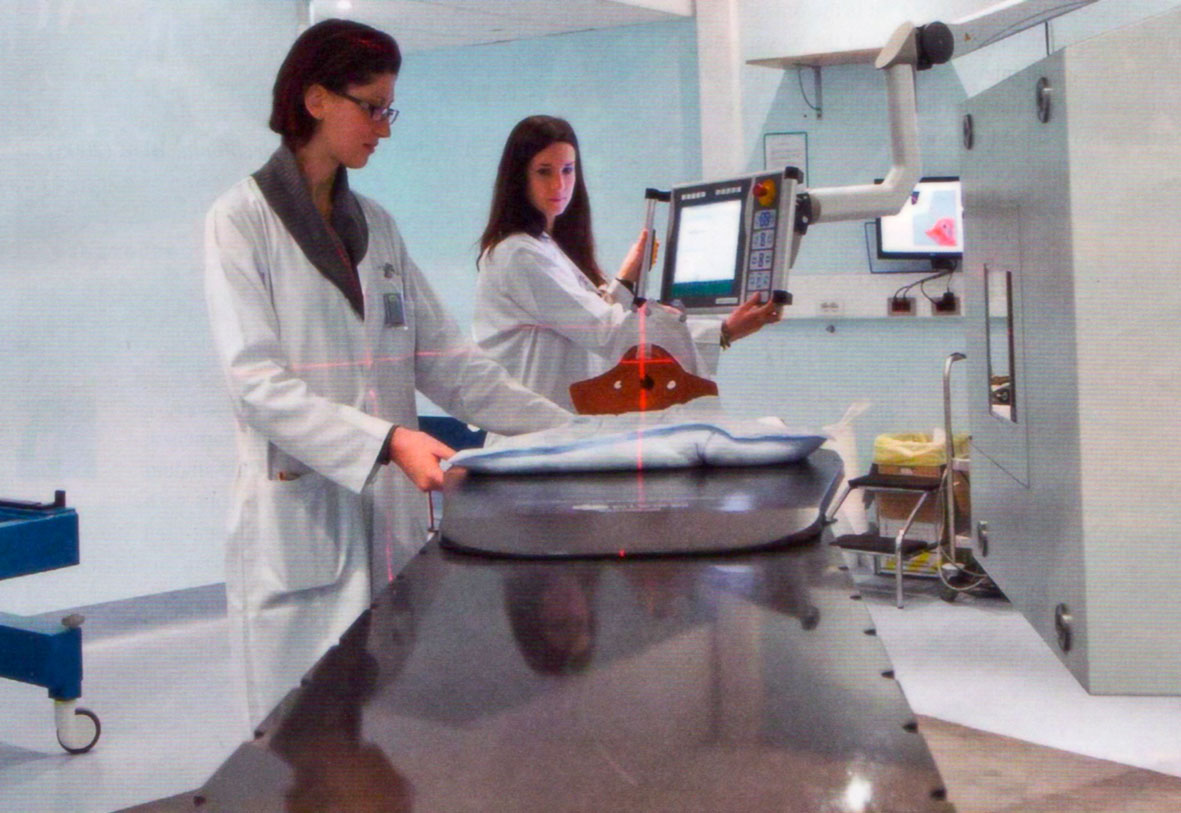
Адронотерапія

## Опис
Адронотерапія використовує потік іонізуючих частинок (протонів, легких іонів), попередньо розігнаних у прискорювачі, після чого потік адронів націлюється на пухлину. Після потрапляння пучка частинок в задану мішень, ушкоджується ДНК клітин, що призводить до їх загибелі. Ракові клітини найбільш чутливі до ушкодження спадкової інформації, що є причиною зменшення швидкості їх відновлення та подальшого поділу.
Завдяки порівняно великій масі адрони зазнають порівняно невеликих втрат енергії під час проходження здорових тканин. Оскільки довжина пробігу протонів та легких іонів мала й залежить від попередньо отриманої енергії, пучок можна сфокусувати на пухлину, не завдаючи непоправних пошкоджень в навколишні здорові тканини.
Адронотерапія використовується на противагу традиційній променевій терапії, оскільки рентгенівське випромінювання характеризується майже експоненціальним загасанням і поглинанням, і, отже, забезпечує максимальну енергію поблизу місця входу променя, але продовжує переносити значну енергію на відстань, що перевищує розміри ураженої раком ділянки. Бреґґівський пік, для рентгенівських променів з енергією близько 8 МеВ, досягається на глибині 2—3 см м'яких тканин. Для того, щоб компенсувати ці недоліки рентгенівських променів і ефективніше керувати розподілом дози опромінення ракових клітин, радіаційні онкологи використовують конформні і модуляційні методи контролю інтенсивності опромінення. Для оптимізації лікування використовуються комп'ютеризовані системи, що визначають оптимальну дозу опромінення, зводячи до мінімуму опромінення здорових тканин.

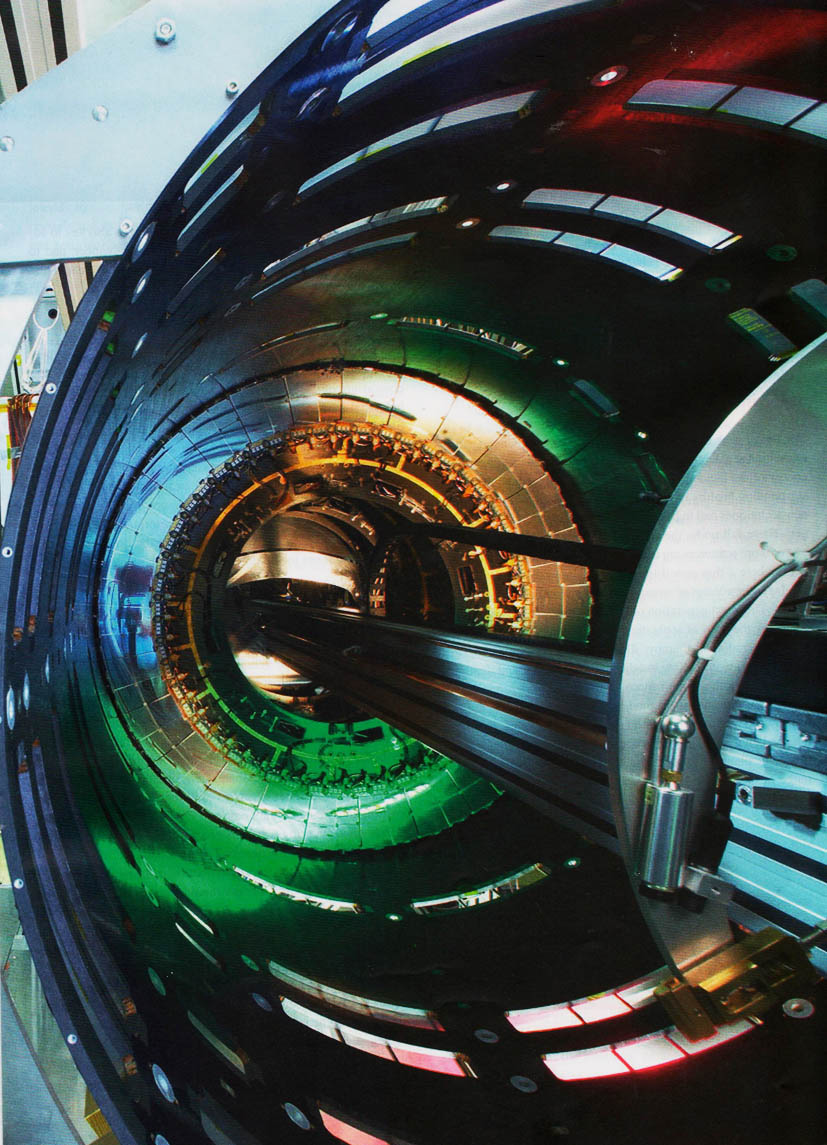
Елемент прискорювача елементарних частинок

## Терапія іонами карбону
Один іон карбону переносить енергію в 20 разів більшу ніж протон, але під час терапії має подібний діапазон дії та точність. Кількість енергії, вивільненої іоном карбону в хвору клітину під час лінійної передачі є більшою, ніж енергія, вивільнена потоком гамма-випромінювання під час променевої терапії. Смертельні пошкодження здорових клітини, зокрема складні розриви подвійної нитки ДНК, спричинені променевою терапією, не можуть бути усунені шляхом нормальних клітинних механізмів.
Оскільки вивільнення енергії іоном відбувається безпосередньо в зараженій клітині, зменшується ризик пошкодження здорових клітин, що позитивно впливає на швидкість реабілітації хворого. Ефекти, що спостерігаються в кінці робочого діапазону частинок, зокрема карбону, якісно відрізняються від результатів використання інших методів передачі енергії (опромінення), завдяки чому розробляються шляхи подолання радіорезистентності [Архівовано 30 квітня 2016 у Wayback Machine.], часто через гіпоксію клітин пухлини.
Карбон та інші важкі іони мають високу відносну біологічну ефективність та точність у застосуванні, що дозволяє контролювати пухлини, які зазвичай стійкі до рентгенівського випромінювання й адронної терапії зі застосуванням протонів. Проте даний вид адронної терапії перебуває в експериментальній стадії та потребує більшої кількості клінічних досліджень.

## Застосування адронотерапії
Адронотерапія є більш ефективним аналогом променевої терапії, оскільки вивільнення дози випромінювання відбувається безпосередньо в заданій ділянці робочого діапазону. Це дозволяє руйнувати ракові клітини з більшою точністю, мінімалізуючи втрати серед здорових клітин. Місцезнаходження хворої клітини, яка використовуватиметься як мішень для адронного пучка, визначається за допомогою комп'ютерних систем, в основі яких лежить метод Монте-Карло.
Станом на 2015 рік адронотерапія застосована більш ніж на 100 тисячах пацієнтах з усього світу.

## Європейська мережа з досліджень в області адронної терапії
У 2006 році, в ЦЕРНі відбувся з'їзд фізиків, клініцистів, онкологів, радіобіологів, інформаційних і комунікаційних технологій, експертів і інженерів близько з 20 європейських країн. Спільнота вважає, що ENLIGHT (The European Network for Research in Light-Ion Hadron Therapy) є ключовим елементом для подальшого прогресу в технології адронотерапії. Метою ENLIGHT є підтримка і розширення європейської мережі установ і фахівців, які працюють в галузі легкої іонної терапії і спонсорування досліджень для розвитку даної технології.
ENLIGHT є загальноєвропейською платформою для зміцнення та координації співпраці між національними науково-дослідницькими центрами, пов'язаними з адронотерапією, охоплюючи такі різні області, як протон і застосування іонних прискорювачів, детекторів, реконструкції зображень і обробки, радіобіології, онкології і клінічних досліджень. ENLIGHT координує співпрацю лікарів, радіобіологів, медичних фізиків і інженерів біомедичних напрямків з різних європейських країн, що беруть участь в розвитку даної технології. Під егідою ENLIGHT, в даний час є чотири проекти, що фінансуються ЄС: Particle — мережа з навчання європейській радіотерапії, Союз Light Ion центру в Європі (Ulice, 2009), Європейський Novel Imaging System для іонної терапії (ENVISION) і підготовки фахівців в галузі біофізики та фізики елементарних частинок.